# كويتات
كويتات هي إحدى مناطق مدينة العين التابعة لأمارة أبوظبي. تبعد حوالي 145 كلم عن مركز الإمارة و هي ف الاصل مسمه على قبيلة الكويتي.

## الآثار
عُثر في المكان على قبر واحد متهدم يقع ضمن منطقة سكنية، وقد وجد فيه جرة كبيرة ورؤوس سهام إلى جانب خنجر وسيف وبعض الكسر الفخارية ومن ضمنها كسرة منقوش عليها أحد حروف المسند وبعد الاطلاع على هذا الحرف تبين أنه يشبه بعض حروف المسند، ويعود هذا القبر إلى القرن الأول للميلاد. ولم يجد الآثاريون أي آثار أخرى ولم تقم أية تنقيبات في المنطقة نظرًا لانتشار المباني وكونها حي سكني.